# William Rocha Alves
William Rocha Alves (Campinas, 1986. május 7. –) brazil labdarúgó, posztja hátvéd.

## Pályafutása
William Alves Campinasban született és a Palmeirasban nevelkedett. 2007-ben a Portuguesa Santista csapatában mutatkozott be a felnőttek között, majd Japánba, a FC Shimizu S-Pulse csapatához szerződött. 2008 januárjában William Alves visszatért hazájába, ahol a Tombense játékosa volt, majd később megfordult Szerbiában a Slavija Novi Sad és az élvonalbeli Borac Čačakban. 2013-ban visszatért a Tombenséhez.
2013 és 2015 között a Diósgyőri VTK játékosa volt. A magyar élvonalban 28 alkalommal lépett pályára és Ligakupát nyert a miskolci klubbal.

## Sikerei, díjai
Diósgyőr
- Ligakupa-győztes: 2013–14